# Lamotteophilus spinosus
Lamotteophilus spinosus är en mångfotingart som beskrevs av Demange 1963. Lamotteophilus spinosus ingår i släktet Lamotteophilus och familjen kamjordkrypare.
Artens utbredningsområde är Guinea. Inga underarter finns listade i Catalogue of Life.